# Aymaria dasyops
Aymaria dasyops là một loài nhện trong họ Pholcidae. Loài này được phát hiện ở Bolivia.